# Spongiobothrium lintoni
Spongiobothrium lintoni is een lintworm (Platyhelminthes; Cestoda). De worm is tweeslachtig. De soort leeft als parasiet in andere dieren.
Het geslacht Spongiobothrium, waarin de lintworm wordt geplaatst, wordt tot de familie Rhinobothriidae gerekend. De wetenschappelijke naam van de soort werd voor het eerst geldig gepubliceerd in 1912 door Southwell.